# Hasan Güngör
Hasan Güngör (Acıpayam, 5 luglio 1934 – Denizli, 13 ottobre 2011) è stato un lottatore turco, specializzato nella lotta libera.

## Palmarès

### Olimpiadi
- 2 medaglie:
  - 1 oro (Roma 1960 nei pesi medi)
  - 1 argento (Tokyo 1964 nei pesi medi)

### Mondiali
- 4 medaglie:
  - 2 argenti (Toledo 1962 nei pesi medi; Toledo 1966 nei pesi medi)
  - 2 bronzi (Istanbul 1957 nei pesi medi; Yokohama 1961 nei pesi medi)

### Europei
- 1 medaglia:
  - 1 oro (Karlsruhe 1966 nei pesi medi)

### Giochi del Mediterraneo
- 1 medaglia:
  - 1 oro (Napoli 1963 nei pesi medi)